# Antica arcidiocesi di York
L'arcidiocesi di York (in latino: Archidioecesis Eboracensis) è una sede soppressa della Chiesa cattolica, divenuta poi una delle due sedi principali della Chiesa anglicana.

## Territorio
L'arcidiocesi era situata nel nord-est dell'Inghilterra nella storica contea dello Yorkshire.
Sede arcivescovile era la città di York, dove fungeva da cattedrale la chiesa di San Pietro.
Al momento della soppressione, la diocesi era suddivisa in cinque arcidiaconati: York, Cleveland, East Riding, Nottingham e Richmond.

## Storia
Eboracum (nome latino di York) era già sede vescovile in epoca romana. L'unico vescovo documentato di questo periodo è Eborio, presente nel 314 al concilio di Arles in Francia. La tradizione tramanda nomi di altri vescovi, non accertati storicamente.
L'arrivo degli Angli, dei Sassoni e degli Juti dopo la metà del V secolo pose fine alle strutture cristiane in tutta l'isola. Fu il papa Gregorio Magno alla fine del VI secolo ad incaricarsi di evangelizzare i nuovi popoli giunti in Britannia, con l'invio di un gruppo di missionari guidati dal monaco Agostino.
Nel 625 Edvino, che regnava su Deira (Yorkshire), Bernicia (Northumbria) e Lindissi (Lindsey), ottenne in sposa la figlia del re Etelberto del Kent, che aveva dato ospitalità ai missionari romani e si era convertito al cristianesimo. Con la nuova regina, giunse alla corte di Edvino anche Paolino, uno dei compagni di Agostino, che per l'occasione fu consacrato vescovo. Un esito vittorioso in battaglia convinse il re ad aderire alla fede di Paolino, e con lui tutto il suo popolo. La conversione in massa dei Sassoni del nord fu decisa dal Witenagemont, la grande assemblea del regno; Edvino si fece battezzare nella Pasqua del 627. Il vescovo Paolino pose la sua sede a York, dove iniziò a costruire una prima cattedrale in pietra.
L'iniziale successo della missione northumbrica subì un duro contraccolpo con la morte in battaglia di Edvino, sconfitto da Penda, re di Mercia, presso Hatfield nel 632. Paolino ricevette il pallio da papa Onorio I mentre era in fuga con la regina verso il Kent. L'egemonia di Penda, che rimase sempre pagano, fu definitivamente annientata nella battaglia di Winwaed nel 654. Questo permise la ripresa dell'evangelizzazione della Northumbria.
In seguito alle decisioni del sinodo di Whitby del 664 la diocesi abbaziale di Lindisfarne fu soppressa ed il suo territorio incorporato in quello di York.
Nel 678, la sede di York cedette porzioni di territorio a vantaggio dell'erezione della diocesi di Hexham (in seguito divenuta parte della diocesi di Durham). Attorno al 730 fu eretta un'altra diocesi, Whithorn, separandone il territorio da quello di York.
Nel 735 la diocesi di York fu elevata al rango di sede metropolitana: essa aveva come sedi suffraganee le diocesi di Lindisfarne, Hexham e Whitorn. In questo periodo, grazie agli sforzi degli arcivescovi locali, York fu sede di un importante centro di studi, del quale Alcuino fu il rappresentante più notevole.
Dal 793, con l’attacco all’abbazia di Lindisfarne, l’invasione vichinga portò il ritorno del paganesimo norreno. Nel corso del IX secolo tutte le diocesi suffraganee di York furono distrutte, ossia in generale tutte quelle dell’Inghilterra orientale divenuta il Danelaw. Nella stessa York la diocesi finì in clandestinità per diversi decenni.
Nel XVI secolo, prima dell'affermarsi dell'anglicanesimo, York aveva come suffraganee le diocesi di Durham, Carlisle e Chester.
L'ultimo arcivescovo cattolico, Nicholas Health fu deposto dalla regina Elisabetta nel 1559 e morì nel 1579. Con la sua morte si interrompe la successione apostolica e dunque ha fine l'episcopato di York. Invece, secondo le opinioni della Chiesa anglicana, ci sarebbe continuità tra la serie dei vescovi prima della riforma e quelli dell'attuale diocesi di York.
Nell'Ottocento a York venne eretta una nuova diocesi cattolica, chiamata ufficialmente diocesi di Beverley, che ebbe comunque breve vita (1850-1878).

## Cronotassi degli arcivescovi
- Eborius † (menzionato nel 314)
- Samson † (507)
- Piraunus † (522)
- Thadiacus † (586)
- San Paolino † (21 luglio 625 consacrato - 10 ottobre 644 deceduto)
  - Sede vacante (644-664)
- San Chad † (664 consacrato - 667 dimesso)
- San Vilfrido I † (667 - 678 deposto)
- San Bosa † (678 - 2 ottobre 705 deceduto)
- San Giovanni di Beverley † (705 - 718 dimesso)
- San Wilfrid II † (718 - 732 dimesso)
- Egberto † (732 - 19 novembre 766 deceduto)
- Aethelbert † (26 aprile 767 consacrato - 22 dicembre 780 deceduto)
- Eanbald I † (780 - 11 agosto 796 deceduto)
- Eanbald II † (14 agosto 796 consacrato - ?)
- Wulfsige † (circa 812 - ?)
- Wigmund † (circa 831 - ?)
- Wulfhere † (854 - 893 deceduto)
- Aethelbald † (895 - ?)
- Hrotheweard (Lodeward) †
  - Sede vacante (900-925)[2]
- Wulfstan I † (939 - 26 dicembre 956 deceduto)
- Oscytel † (956 - 31 ottobre 970 o 972 deceduto)
- Ethelwold † (972)
- Sant'Osvaldo, O.S.B. † (972 - 29 febbraio 993 deceduto)
- Ealdwulf † (993 - 6 maggio 1002 deceduto)
- Wulfstan II † (1002 - 28 maggio 1023 deceduto)
- Aelfric Puttoc † (1023 - 22 gennaio 1051 deceduto)
- Kynsige † (1051 - 22 dicembre 1060 deceduto)
- Ealdred † (25 dicembre 1060 o 1061 - 11 settembre 1069 deceduto)
- Tommaso di Bayeux † (29 agosto 1070 consacrato - 18 novembre 1100 deceduto)
- Gerard † (1101 - 21 maggio 1108 deceduto)
- Thomas † (27 giugno 1109 consacrato - 24 febbraio 1114 deceduto)
- Thurstan † (1114[3] - 5 febbraio 1140 deceduto)
  - San Guglielmo di York (William FitzHerbert) † (1143 - 1147) (arcivescovo eletto, destituito)
- Henry Murdac † (7 dicembre 1147 consacrato - 14 ottobre 1153 deceduto)
- San Guglielmo di York † (1153 - 8 giugno 1154 deceduto)[4]
- Roger de Pont L'Évêque † (10 ottobre 1154 consacrato - 22 novembre 1181 deceduto)
  - Sede vacante (1181-1191)
- Geoffrey Plantagenet † (18 agosto 1191 consacrato - 18 dicembre 1212 deceduto)
  - Simon Langton † (giugno 1215 - agosto 1215) (arcivescovo eletto)
- Walter de Gray † (27 marzo 1216 - 1º maggio 1255 deceduto)
- Sewal de Bovil † (11 marzo 1256 - 10 maggio 1258 deceduto)
- Godfrey Ludham † (22 settembre 1258 - 12 gennaio 1265 deceduto)
  - William Langton † (marzo 1265 - novembre 1265) (arcivescovo eletto)
  - San Bonaventura, O.F.M. † (24 novembre 1265 - ottobre 1266) (arcivescovo eletto)
- Walter Giffard † (15 ottobre 1266 - 22 aprile 1279 deceduto)
- William de Wickwane † (19 settembre 1279 - 26 agosto 1285 deceduto)
- John le Romeyn † (17 febbraio 1286 - 11 marzo 1296 deceduto)
- Henry of Newark † (11 marzo 1297 - 15 agosto 1299 deceduto)
- Thomas of Corbridge † (9 marzo 1300 - 22 settembre 1303 deceduto)
- William Greenfield † (8 febbraio 1306 - 6 dicembre 1315 deceduto)
- William Melton † (28 settembre 1317 - 4 aprile 1340 deceduto)
- William Zouche † (26 giugno 1342 - 19 luglio 1352 deceduto)
- John Thoresby † (22 ottobre 1352 - 6 novembre 1373 deceduto)
- Alexander Neville † (14 aprile 1374 - 1388 deposto)
- Thomas Arundel † (13 giugno 1388 - 24 novembre 1396 nominato arcivescovo di Canterbury)
- Robert Waldby, O.E.S.A. † (4 gennaio 1397 - 6 gennaio 1398 deceduto)[5]
- Richard le Scrope † (15 marzo 1398 - 8 giugno 1405 deceduto)
  - Thomas Langley † (1405 - 1406) (arcivescovo eletto)
  - Robert Hallam † (22 maggio 1406 - 23 ottobre 1407 nominato vescovo di Salisbury) (arcivescovo eletto)
- Henry Bowet † (7 novembre 1407 - 20 ottobre 1423 deceduto)
  - Philip Morgan † (1423 - 1424) (arcivescovo eletto)
  - Richard Fleming † (14 febbraio 1424 - luglio 1425 dimesso) (arcivescovo eletto)
- John Kemp † (20 luglio 1425 - 28 luglio 1452 nominato arcivescovo di Canterbury)
- William Booth † (28 luglio 1452 - 12 settembre 1464 deceduto)
- George Neville † (15 marzo 1465 - 8 giugno 1476 deceduto)
- Lawrence Booth † (31 luglio 1476 - 19 maggio 1480 deceduto)
- Thomas Scott (Rotherham) † (7 luglio 1480 - 29 maggio 1500 deceduto)
- Thomas Savage † (18 gennaio 1501 - 3 settembre 1507 deceduto)
- Christopher Bainbridge † (22 settembre 1508 - 14 luglio 1514 deceduto)
- Thomas Wolsey † (15 settembre 1514 - 29 novembre 1530 deceduto)
- Edward Lee † (20 ottobre 1531 - 13 settembre 1544 deceduto)
- Henry de Bruto † (19 febbraio 1546 - ?)
- Nicholas Heath † (21 giugno 1555 - 1579 deceduto)